# أنا وماما
أنا وماما Me & Mama هو كتاب مصور، نُشر عام 2020. كتبه ورسمه كوزبي كابريرا، ونشرته دار نشر سيمون وشوستر.
فاز الكتاب بجائزة ميدالية كالديكوت لعام 2021 وجائزة كوريتا سكوت كينغ للرسوم الكتابية.    ويحتفل الكتاب بالعلاقة بين الأم وابنتها. 